# Équilibre de Boudouard
L'équilibre de Boudouard correspond à la réduction du dioxyde de carbone par le carbone solide en monoxyde de carbone gazeux :
C(s) + CO2 (g) ⟶ 2 CO(g).
La variation d'enthalpie standard de cette réaction à 298 K (25 °C) vaut ΔrH° = 172,3 kJ mol−1.
L'enthalpie standard étant positive, cette réaction est endothermique, elle est donc, d'après la loi de van 't Hoff, favorisée par une augmentation de la température. D'autre part, une baisse de pression favorise également cet équilibre, car Δrνg = 1 > 0.
Cet équilibre intervient dans les réactions carbothermiques.